# 斯科特·蘭利
斯科特·蘭利（Scott Langley，1989年4月28日—）是美國的一位高爾夫球運動員。畢業于伊利諾伊大學。他在2011年轉為職業球手。并在2013年開始參加PGA巡迴賽的賽事。他也是2010年NCAA的個人冠軍得主。

## 外部連結
- 官方网站
- 斯科特·蘭利在PGA巡迴賽的官方網站